# Stephen Verona
Stephen F. Verona (Springfield, 11 settembre 1940 – Los Angeles, 13 luglio 2019) è stato un regista e sceneggiatore statunitense, noto soprattutto per aver diretto il film Happy Days - La banda dei fiori di pesco.

## Filmografia

### Regista
- The Rehearsal - Cortometraggio (1969)
- Happy Days - La banda dei fiori di pesco (The Lord's of Flatbush) (1974)
- Pipe Dreams (1976)
- Boardwalk (1979)
- L'occhio dietro il muro (Talking Walls) (1987)
- Angela Lansbury's Positive Moves (1988) - documentario

### Sceneggiatore
- Happy Days - La banda dei fiori di pesco (The Lord's of Flatbush) (1974)
- Pipe Dreams (1976)
- Boardwalk (1979)
- L'occhio dietro il muro (Talking Walls) (1987)
- Wie tauscht man seine Eltern um? (2003) - Film Tv

### Produttore
- The Rehearsal - Cortometraggio  (1969)
- Happy Days - La banda dei fiori di pesco (The Lord's of Flatbush) (1974)
- Pipe Dreams (1976)
- Angela Lansbury's Positive Moves (1988) - documentario

### Montatore
- The Rehearsal - Cortometraggio (1969)

## Riconoscimenti
- 1972 – Premio Oscar[1]
  - Candidatura per il miglior cortometraggio per The Rehearsal